# Přemysl Krpec
Přemysl Krpec (2. června 1981 Kozlovice – 15. listopadu 2018) byl český fotbalový útočník, vítěz 1. české ligy ze sezony 2003/04 (v dresu FC Baník Ostrava).

## Klubová kariéra
Do Baníku a profesionálnější sféry fotbalu se dostal až v dorosteneckém věku. I přes tento pozdější start se dokázal probojovat až do A-týmu FC Baník Ostrava.
Je odchovancem FC Baník Ostrava, se kterým vyhrál v sezoně 2003/04 ligový titul. V této sezóně odehrál za Baník Ostrava 10 minut v celkem třech zápasech.
V sezoně 2004/05 hostoval ve Vítkovicích. Poté působil v MFK Frýdek-Místek a rakouském Wieselburgu.
V listopadu roku 2018 spáchal z blíže nespecifikovaných důvodů sebevraždu.